# Demon's Souls
Demon's Souls (デモンズソウル?, Demonzu Souru) è un videogioco di ruolo d'azione dark fantasy sviluppato da FromSoftware e SCE Japan Studio per PlayStation 3. Il gioco è stato descritto come il successore spirituale di King's Field.
È stato pubblicato in Giappone il 5 febbraio 2009, in Nord America il 6 ottobre 2009 e in Europa il 25 giugno 2010. La distribuzione del titolo in Europa è stata affidata a Namco Bandai. Il 12 novembre 2020 è stato pubblicato il remake su PlayStation 5, sviluppato da Bluepoint Games.

## Trama

### Ambientazione
Re Allant, regnante della città di Boletaria, incanalò il potere delle anime portando una prosperità senza precedenti a Boletaria, il regno del nord. Finché un giorno una nebbia spessa e incolore calò su quella terra. Boletaria fu isolata dal resto del mondo, coloro che penetravano nella Nebbia non facevano ritorno. Ma Vallarfax delle Zanne Gemelle uscì dalla Nebbia e raccontò al mondo della situazione a Boletaria: Re Allant aveva risvegliato l'Antico, una bestia che dorme eternamente sotto il Nexus, ed una nebbia incolore era apparsa e con essa demoni che cacciavano gli umani e li privavano delle loro anime e della ragione. I pazzi quindi attaccano i sani di mente e il caos regna sovrano. Vallarfax parlò del potere contenuto nelle anime di demone: ogni volta che un demone ottiene un'anima umana, l'anima del demone è rinvigorita dalla sua forza vitale. La leggenda si sparse velocemente, attirando guerrieri che partirono per Boletaria, ma nessuno fece ritorno. Intanto la Nebbia incolore cominciò a spandersi a poco a poco oltre i confini di Boletaria, fino al giorno in cui avrebbe inghiottito ogni cosa.

### Storia
Un avventuriero, entrato nella Nebbia, viene ucciso, ma la sua anima viene attirata nel Nexus e accolto dalla Fanciulla in nero, una donna con gli occhi coperti da cera, la quale gli rivela che, essendo morto all'interno della Nebbia, la sua anima ora è vincolata al Nexus e non potrà andarsene finché non avrà liberato Boletaria. Ripresosi, il guerriero giunge ai cancelli del castello di Boletaria, dove riesce a farsi strada tra i soldati, resi folli per aver perso la loro anima. Riesce ad aprire i cancelli e affronta il demone Falange posto al loro interno e torna nel Nexus, venendo indirizzato dalla Fanciulla in nero verso il piano superiore dove risiede l'ultima Monumentale, uno dei guardiani semi-viventi con il compito di preservare la struttura dalla realtà. Costei gli rivela che in passato il mondo faceva uso delle arti dell'anima ma la sete di potere scaturita dal loro utilizzo svegliò l'Antico che portò con sé la Nebbia e i demoni, minacciando tutto il mondo. I Monumentali riuscirono a farlo riaddormentare sotto il Nexus, ma al prezzo di innumerevoli anime e di metà del mondo allora conosciuto. Per riparare al danno, bandirono l'uso delle arti dell'anima e affidarono sei Arcipietre a sei anziani, sovrani di altrettanti regni. A questo punto la Monumentale sblocca il potere delle restanti quattro Arcipietre (la sesta, appartenente ai giganti, non è accessibile), con cui il guerriero potrà spostarsi nei vari regni per uccidere i demoni che li infestano. Una volta che il guerriero avrà ucciso tutti i demoni, l'Antico non avrà più anime di cui nutrirsi e richiamerà a sé il guerriero per renderlo il suo nuovo servitore.
Tornato a Boletaria, il guerriero, conosciuto ora come Uccisore di demoni, fronteggia il Cavaliere della Torre a difesa del luogo dove si trova il re. Dopo il combattimento contro il nemico, scopre che una fitta Nebbia gli impedisce di proseguire oltre, essendo attraversabile solo da chi ha sconfitto un Arcidemone. Decide quindi di dirigersi verso il Tunnel di Stonefang, una città sotterranea, dove sconfigge il Dio Drago, un Arcidemone, potendo così oltrepassare la Nebbia. Tuttavia, accetta il consiglio di Biorr, secondo membro delle Zanne Gemelle, secondo cui dovrà diventare ancora più forte se vorrà confrontarsi con il re. L'Uccisore di demoni prosegue così il suo viaggio sconfiggendo il Vecchio Monaco nella Torre di Latria, il Re delle Tempeste nella Cripta delle tempeste e la Sesta Santa Astraea e il suo cavaliere Garl Vinland nella Valle della corruzione, per poi tornare al castello di Boletaria e affrontare Re Allant, il quale è armato della Soulbrandt, una spada che ruba le anime degli esseri umani. Alla fine del combattimento, però, quando raccoglie la sua anima, scopre che quello che ha combattuto era solo un demone creato dal vero Allant con le sue sembianze; questi, sorpreso che un umano sia riuscito a sconfiggere la sua creazione, lo informa che lo aspetterà insieme all'Antico.
Sconfitti tutti gli Arcidemoni, la Fanciulla in nero apre un passaggio verso le profondità del Nexus dove richiama l'Antico, a cui presenta l'Uccisore di demoni come suo nuovo servitore in modo che lo possa accogliere al suo interno. Entrato nel corpo del gigantesco essere, il protagonista trova il vero Re Allant, corrotto e reso irriconoscibile dal potere dell'Antico che lo ha fatto diventare un essere informe. Allant cerca di ragionare con il protagonista, spiegandogli che l'Antico non è altro che il mezzo con cui il Dio, venerato dagli stessi umani, porterà via il dolore e la sofferenza dal mondo, ma finisce per essere ucciso e il protagonista riesce a prendere la vera Soulbrandt. Giunge la Fanciulla in nero decisa ad adempiere il suo compito di sigillare nuovamente l'Antico restando con lui. Qui il protagonista dovrà decidere se andarsene e quindi assolvere il suo compito, diventare un nuovo monumentale e così bloccare l'avanzata dei demoni, oppure uccidere la fanciulla, divenendo egli stesso un demone al servizio dell'Antico.

## Modalità di gioco

### Classi
Prima di iniziare il gioco vi è la possibilità di selezionare una classe di partenza fra le dieci disponibili per il personaggio giocante. Ogni classe ha statistiche iniziali differenti, ma la scelta di una classe rispetto a un'altra non andrà ad inficiare lo sviluppo del personaggio in senso unico, ma concederà al giocatore libertà di personalizzazione.

### Anime
Le anime sono necessarie per lo sviluppo del personaggio, che avviene grazie alla Fanciulla in nero, e per comprare i servigi di maghi, fabbri, venditori e sacerdoti. La quantità di anime ottenute è condizionata dalla Nebbia che circonda il reame dove si trova il giocatore. Nei livelli si possono reperire delle anime di caduti sui loro cadaveri sotto forma di ricettacoli. Le anime di demone si ottengono sconfiggendo i demoni nei vari livelli e, se consumate, permettono l'acquisizione di numerosi punti-anima; in alternativa possono essere cedute a maghi o sacerdoti in cambio di potenti incantesimi, oppure possono essere utilizzate per la fabbricazione di armi dalle caratteristiche uniche.

### Forme
Durante la partita è possibile essere sconfitti, ma il Nexus conserva l'anima del personaggio intrappolata al suo interno. La forma dell'anima porta con sé vantaggi e svantaggi e la capacità di interagire con gli altri giocatori nella modalità online in forma di spettro bianco o spettro nero.
- Forma Materiale: forma standard del giocatore quando è "vivo". In questa forma si avrà il massimo dei punti vita possibili. Non è possibile utilizzare le pietre degli occhi, visto che sono utilizzabili solo da "morto" ovvero nella forma dell'anima. La morte del giocatore influenza la tendenza del mondo verso il nero, ovvero rendendo i nemici più forti e pericolosi. Inoltre un giocatore vivo corre il rischio di essere invaso da un giocatore avversario sotto forma di spettro nero. Il giocatore però è in grado di scorgere i segnali dell'anima lasciati da altri giocatori in forma spettrale, ottenendo così la possibilità di invocarli in suo aiuto.
- Forma Spettrale: forma assunta se il personaggio viene ucciso. I punti vita vengono dimezzati. Come spettro i movimenti causano meno rumore, rendendo il giocatore meno identificabile. Inoltre il giocatore può usare le pietre degli occhi per allargare le proprie opzioni di gioco e quindi entrare nei mondi di altri giocatori come fantasma. La morte in forma spettrale permette al giocatore di tornare al punto di controllo precedente (l'arcipietra della zona) senza ulteriori penalità.
- Forma Spettro Bianco: forma raggiungibile solo se il giocatore possiede la pietra Occhioblu ed è nella forma spettrale. Il giocatore lascia un segnale dell'anima percepito dai giocatori in forma materiale. Gli altri giocatori possono così chiamare il giocatore spettrale in veste di spettro bianco ed alleato. Lo spettro avrà il compito di aiutare il giocatore vivo nei combattimenti e soprattutto contro il demone maggiore dell'area. Se il demone maggiore viene sconfitto, lo spettro bianco ritorna al suo mondo in forma materiale, con il suo lato umano alimentato. La forma di spettro bianco può essere annullata se lo spettro o l'evocatore usa la pietra Occhiobianco.
- Forma Spettro Nero: forma ottenibile se si è uno spettro e se si usa la pietra Occhionero o Occhiorosso. In entrambi i casi il giocatore in forma spettrale raggiunge altri mondi in forma di spettro nero, con lo scopo di eliminare il giocatore in forma materiale di quel mondo. Nel caso della pietra occhionero, lo spettro invade il mondo di un giocatore in forma materiale, con lo scopo di trovarlo e ucciderlo. Se ci riesce, il personaggio in forma spettrale torna nel suo mondo in forma materiale, alimentando la sua parte demoniaca. Invece, con la pietra Occhiorosso lo spettro lascia un segnale dell'anima in modo che possa essere evocato, permettendo a un personaggio in forma materiale di evocarlo in combattimento. Uno spettro nero può essere scacciato solo uccidendolo o usando il miracolo Bandisci. Lo Spettro Nero ha una luminescenza rossa.

### Manuale d'istruzioni
È stata pubblicata una guida strategica esclusiva intitolata Demon's Souls Official Perfect Guide, composta da 192 pagine e pubblicata da Enterbrain. La guida contiene dati completi su armi, armature, oggetti, aree della mappa e segreti.

## Sviluppo
Il produttore SCEJ Takeshi Kajii ha descritto il gioco a Famitsū come il successore spirituale di King's Field.

### Versioni
Sono disponibili in tutto cinque versioni:
- Giapponese: doppiaggio in inglese, menu e sottotitoli in giapponese.
- Cinese (Hong Kong/Singapore): doppiaggio, menu e sottotitoli sia inglesi che cinesi.[10]
- Coreana: doppiaggio in inglese, menu e sottotitoli sia inglesi che coreani.[11]
- Nordamericana: doppiaggio e menù in inglese. Nuova traduzione dei testi fatta da Atlus.
- Europea: doppiaggio in inglese, menu e sottotitoli nelle principali lingue europee.

Atlus è il distributore del gioco nel Nord America e ha confermato che chi possiede la versione americana gioca su server separati, senza la possibilità di interagire con gli utenti delle altre versioni. Allo stesso modo i salvataggi di versioni differenti non funzionano.
In Nord America ci sono due versioni del gioco. La Deluxe Edition contiene una guida di 160 pagine insieme a un cofanetto che contiene sia il gioco che la guida. Questa edizione è disponibile solo ai residenti nel Nord America. L'altra versione invece contiene un artbook se viene prenotato il gioco. Secondo la newsletter di Atlus, il gioco includerà anche una colonna sonora per entrambe le versioni.
In Europa il gioco è stato pubblicato inizialmente solo in edizione speciale Black Phantom al prezzo di un gioco standard. Il pacchetto conteneva, oltre al gioco, un CD con la colonna sonora originale, un artbook e una guida strategica (in lingua inglese anche nella versione italiana).
Successivamente, una volta terminate le scorte dell'edizione speciale, è stata commercializzata la versione standard.

## Accoglienza
| Testata                            | Giudizio  |
| ---------------------------------- | --------- |
| Metacritic (media al 30-06-2020)   | 89/100    |
| GameRankings (media al 09-12-2019) | 89.72/100 |
| Eurogamer                          | 9/10      |
| IGN                                | 9.4/10    |
| GameSpot                           | 9/10      |
| GamesRadar                         | 4,5/5     |

### Critica
Il gioco ha ricevuto un'accoglienza prevalentemente positiva dalla critica specializzata e dai revisori.
Secondo i lettori di Famitsū, si tratta del miglior gioco di tutti i tempi su PlayStation 3.

### Premi vinti
- Gioco dell'anno, PCWorld Game of the Year Awards 2009[27]
- Migliore nuova Proprietà intellettuale, GameTrailers Game of the Year Awards 2009[28]
- Migliore videogioco di ruolo, GameTrailers Game of the Year Awards 2009[29]
- Migliore meccanica originale, GameSpot: Best Original Game Mechanic[30]
- Migliore RPG, 2009 GameSpot: Best Role-Playing game[31]
- Miglior gioco del 2009, GameSpot's Best Games of 2009[32]
- RPGamer scelta dell'editore: RPG PS3 dell'anno, RPGamer.com Best of 2009 Awards[33]
- RPGamer scelta dell'editore: RPG dell'anno, RPGamer.com Best of 2009 Awards[34]
- RPGamer scelta dell'editore: migliore grafica, RPGamer.com Best of 2009 Awards[35]
- Gioco dell'anno per PS3, RPGLand.com Games of the Year 2009[36]
- Gioco dell'anno, RPGLand.com Games of the Year 2009[36]
- Migliore RPG PS3 dell'anno, RPGFan.com Best of 2009 Awards[37]
- Migliore Action-RPG dell'anno per console, RPGFan.com Best of 2009 Awards[38]
- Migliore RPG per PS3, IGN Awards 2009[39]
- Migliore RPG PS3, VGChartz Awards 2009[40]
- Migliore innovazione nel gameplay, X-Play Awards 2009[41]
- Migliore gioco di ruolo per PS3 del 2010, Play Generation[42]

## Remake
L'11 giugno 2020 è stato ufficializzato da parte di Sony il remake del titolo in esclusiva per PlayStation 5, sviluppato dal team Bluepoint Games in collaborazione con SCE Japan Studio.
Il gioco è uscito il 12 novembre 2020 in simultanea in tutto il mondo; in Europa è stato possibile acquistarlo sette giorni prima del lancio di PlayStation 5. A livello di contenuti le differenze tra l'originale e il remake sono quasi assenti, fatta eccezione per un anello che semplifica notevolmente la zona della "Valle della corruzione" e un set di armatura.